# Selections from Road to Utopia
Selections from Road to Utopia – album studyjny Binga Crosby’ego z 1946 roku, wydany przez Decca Records. Album zawierał piosenki wykonane w filmie Droga do Utopii z 1946 roku. Jeden z utworów – Road to Morocco, pochodzi z musicalu Droga do Maroka i nie został wykonany w filmie, z którego pochodzi ten album muzyczny. Dwa utwory zawarte w albumie Crosby wykonał z Bobem Hopem.

## Lista utworów
Wszystkie piosenki zostały napisane przez Jimmy'ego Van Heusena (muzyka) i Johnny'ego Burke'a (teksty).
Te nowo wydane utwory znalazły się na 3-płytowym, 78-obrotowym zestawie, Decca Album No. A-423.
| Utwór                                  | Data nagrania    | Czas |
| 1. „Put It There, Pal” (z Bobem Hopem) | 8 grudnia 1944   | 2:21 |
| 2. „Road to Morocco” (z Bobem Hopem)   | 8 grudnia 1944   | 2:56 |
| 3. „Welcome to My Dream”               | 17 lipca 1944    | 2:24 |
| 4. „It’s Anybody’s Spring”             | 17 lipca 1944    | 2:39 |
| 5. „Personality”                       | 16 stycznia 1946 | 3:30 |
| 6. „Would You?”                        | 19 lipca 1944    | 2:46 |